# Шевченко (Никольская поселковая община)
Шевче́нко (укр. Шевченко) — село на Украине, находится в Никольском районе Донецкой области.
Код КОАТУУ — 1421787005. Почтовый индекс — 87050. Телефонный код — 6246.

## Население
Население по переписи 2001 года составляло 429 человек. На 2021 год население составляло 200 человек.

### Языковой состав
Родной язык населения по данным переписи 2001 года:
| Язык       | Численность, чел. | Доля     |
| ---------- | ----------------- | -------- |
| Украинский | 131               | 30,54 %  |
| Русский    | 297               | 69,23 %  |
| Другие     | 1                 | 0,23 %   |
| Итого      | 429               | 100,00 % |

## Адрес местного совета
87050, Донецкая область, Никольский р-н, с. Тополиное, ул. Шкильна, 11, 2-61-31

## Известные уроженцы
- Осипцов, Владимир Нестерович (1950—2008) — украинский предприниматель, заслуженный машиностроитель Украины; был вице-президентом ОАО «Азовмаш»[3].